# Parafia św. Siostry Faustyny Kowalskiej w Jamielniku
Parafia świętej Siostry Faustyny Kowalskiej w Jamielniku – parafia rzymskokatolicka, znajdująca się w diecezji toruńskiej, w dekanacie Nowe Miasto Lubawskie. 